# Rorippa crystallina
Rorippa crystallina là một loài thực vật có hoa trong họ Cải. Loài này được Rollins miêu tả khoa học đầu tiên năm 1962.